# Queimada (Velas)
A Queimada é uma localidade habitada do concelho de Velas, ilha de São Jorge, arquipélago dos Açores.
Esta localidade caracteriza-se por se encontrar baixa junto ao mar e por ter origem numa forte escorrência lávica que em termos geológicos é relativamente recente.
A superfície terrestre desta localidade apresenta-se composta por uma forte camada rochosa de pedra queimada de cor negra aqui e ali coberta de areias igualmente de origem vulcânica.
Junto às Velas termina no local denominado Carregadouro, local rochoso e agreste onde foi construído um pequeno porto aproveitando uma reentrância costeira.
A sua localização geográfica coloca-a sul da freguesia de Santo Amaro de forma que oferece uma boa vista do casario das Velas de uma vista aérea da paisagem circundante.
É também na área geográfica da Queimada, mais propriamente na Fajã da Queimada que se encontra construído o Aeródromo de São Jorge.